# باريس تورز 1986
باريس تورز 1986 هو سباق دراجات هوائية، وهو الموسم رقم 80 من باريس تورز، وأقيم في 12 أكتوبر 1986.
فاز بالمركز الأول فيل أندرسون، وبالمركز الثاني ، وبالمركز الثالث شارلي موتيت.

## الفائزون
| الترتيب | الفائز              |
| ------- | ------------------- |
| الفائز  | فيل أندرسون         |
| الثاني  | Jean-Louis Peillon ‏ |
| الثالث  | شارلي موتيت         |